# Землетрус 27 березня 1963 року (Фукуй)
Фукуйський землетрус (яп. 越前岬沖地震) — сильний землетрус у 6,9 балів за шкалою Ріхтера, що стався 27 березня 1963 року о 06:34 годині за японським часом в околицях міста Етідзен префектури Фукуй.
Не був мертвий.